# Matthiola tricuspidata
La viola marina (Matthiola tricuspidata (L.) W.T.Aiton) è una pianta erbacea annuale della famiglia della Brassicaceae.

## Descrizione
Terofita scaposa, alta 10–30 cm, grigio-tomentosa per peli corti ramificati misti a peli ghiandolari stipitati, con fusti ramosi dalla base, procumbenti o prostrato-ascendenti.

### Foglie
Foglie (1-1,5 x 3–5 cm) basali in rosetta, carnosette, a margini revoluti, oblanceolato-spatolate, pennatosette, marcatamente sinuato-crenulate, con lobi regolari subrotondi ad apice arrotondato; foglie cauline piccole, quasi intere.

### Fiori
Ermafroditi tetrameri, profumati,  brevemente peduncolati e raccolti in un racemo terminale paucifloro. Antesi da marzo a luglio. Calice  villoso con sepali lunghi fino a 9 mm, tendenzialmente violacei, i laterali saccati alla base. Petali obovati di 3-5 x 14–17 mm, roseo-lilacini, raramente bianchi, smarginati all'apice e giallo-biancastri alla fauce. Androceo tetradinamo (quattro stami più lunghi dei due inferiori). Stilo subnullo. Stimma accresciuto nel frutto in 3 caratteristici cornetti acuti triangolari di 3–4 mm, i laterali patenti.

### Frutto
Il frutto è una siliqua di 2-3 x 40–70 mm rivestita di pelo lanoso rigido misto a peli ghiandolari; valve con nervatura mediana marcata. Semi uniseriati, a maturità praticamente apteri, senza ali.

## Distribuzione e habitat

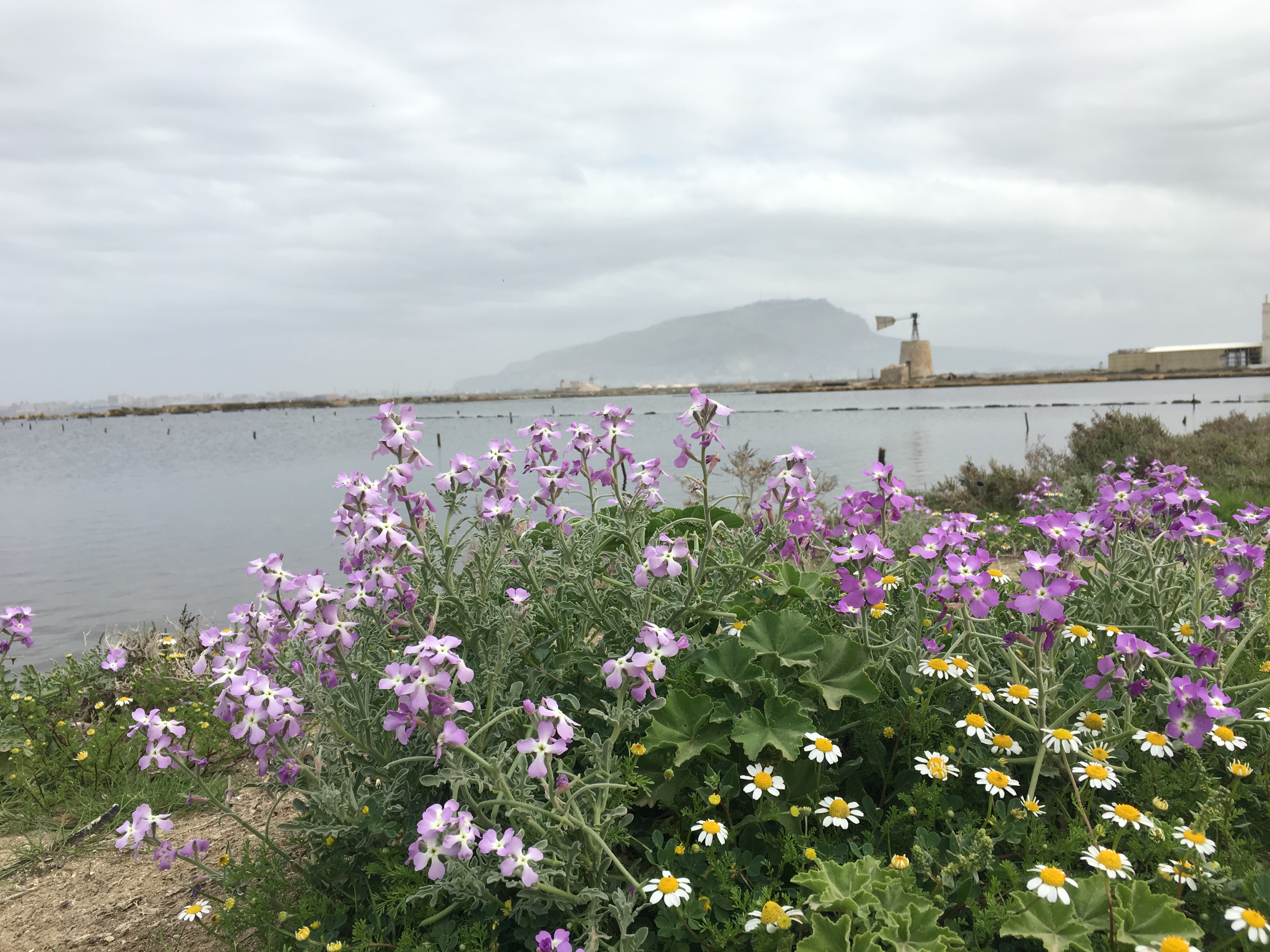
Habitat tipico di Matthiola tricuspidata

Steno-Mediterranea, vive su spiagge sabbiose e ciottolose, arene marittime (litorali), nelle isole anche all'interno. Specie psammo-termofila.